# Radovo
Radovo (makedonska: Радово) är en ort i Nordmakedonien. Den ligger i kommunen Bosilovo, i den östra delen av landet, 130 kilometer sydost om huvudstaden Skopje. Radovo ligger 221 meter över havet och antalet invånare är 851.